# Organisation de protection de la nature
Une organisation de protection de la nature a pour objectif le maintien ou la restauration d'un certain état, dit naturel, de notre environnement de vie. Ce sont souvent des ONG (Organisation non gouvernementale).

Il s'agit le plus souvent de mettre en évidence et d'informer sur les impacts de l'activité humaine (par exemple, la forte diminution de surface de la forêt amazonienne, ou la disparition d'une espèce), d'agir auprès des institutionnels ou des entreprises (par exemple par le biais de lobbying ou de manifestations), et d'organiser ou d'émuler la restauration de zones dégradées (par exemple en aidant à nettoyer les dégâts causés par une marée noire).
Certaines associations accordent une importance particulière à la formation de jeunes naturalistes (CPN en France par exemple)

La plupart mènent des actions de terrain afin de protéger des espèces sensibles (faune et flore)
 (28 août 2019).

## Quelques grandes organisations deprotection de la nature
- UICN
- WWF
- Wildlife Conservation Society
- Conservation International
- Fauna & Flora International
- Les Amis de la Nature
- Les Amis de la Terre
- Bretagne Vivante - SEPNB
- Les Amis de la Fagne
- Société nationale de protection de la nature (SNPN)
- France Nature Environnement
- FCPN Fédération des clubs Connaitre et Protéger la Nature
- Sea Shepherd Conservation Society
- Greenpeace
- Ligue pour la Protection des Oiseaux
- Pro Natura (Ligue suisse pour la protection de la nature)

## Législation en France
- « une association ayant pour objet la protection de la nature et de l'environnement peut engager des instances devant les juridictions administratives pour tout grief se rapportant à celle-ci » [1].
- « Toute association de protection de l'environnement agréée au titre de l'article L. 141-1 du Code de l'environnement ainsi que les associations mentionnées à l'article L. 433-2 justifient d'un intérêt pour agir contre toute décision administrative ayant un rapport direct avec leur objet et leurs activités statutaires et produisant des effets dommageables pour l'environnement sur tout ou partie du territoire pour lequel elles bénéficient de l'agrément dès lors que cette décision est intervenue après la date de leur agrément »[1].